# Saint-Symphorien-des-Bois
Saint-Symphorien-des-Bois é uma comuna francesa na região administrativa de Borgonha-Franco-Condado, no departamento Saône-et-Loire. Estende-se por uma área de 10,62 km². Em 2010 a comuna tinha 444 habitantes (densidade: 41,8 hab./km²).